# Trójjedyne Królestwo Chorwacji, Slawonii i Dalmacji
Królestwo Chorwacji i Slawonii (chorw. Kraljevina Hrvatska i Slavonija, węg. Horvát-Szlavónia Királyság, niem. Königreich Kroatien und Slawonien) – autonomiczne królestwo istniejące w latach 1868–1918; obok Królestwa Węgier i miasta Rijeki jeden z krajów Korony św. Stefana. Formalna nazwa królestwa to Trójjedyne Królestwo Chorwacji, Slawonii i Dalmacji (Trojedna Kraljevina Hrvatska, Slavonija i Dalmacija, potocznie  Trojednica). Mimo tej nazwy, Królestwo Dalmacji pozostało oddzielnym krajem koronnym Cesarstwa Austriackiego (choć symbole Dalmacji znalazły się w herbie autonomicznego królestwa). W Chorwacji i Slawonii jeszcze przez kilka lat istniały wydzielone obszary (tzw. Pogranicze Wojskowe), niebędące pod bezpośrednią administracją Zagrzebia.

## Historia
Królestwo Chorwacji-Slawonii powstało w wyniku podpisania w 1868 roku ugody między władzami węgierskimi a przedstawicielami Chorwatów. Na jej mocy węgierska część cesarsko-królewskiej federacji wydzielała tereny Królestwa Chorwacji, Królestwa Slawonii, a także austriackiej Dalmacji, które złączono w Trójjedyne Królestwo Chorwacji, Slawonii i Dalmacji (chorw. Trojedna kraljevina Hrvatska, Slavonija i Dalmacija, węg. Horvát-, Szlavon- és Dalmátországok, niem. Dreieiniges Königreich Dalmatien, Kroatien und Slawonien). Tak powstałe państwo miało być autonomiczną jednostką Królestwa Węgier. Jednak już po krótkim czasie władze w Wiedniu zadecydowały o utworzeniu odrębnego Królestwa Dalmacji, które stało się krajem koronnym Cesarstwa Austrii.

## Ustrój
Reprezentantem władz centralnych w Królestwie był ban Królestwa Dalmacji, Chorwacji i Slawonii. Królestwo Chorwacji-Slawonii posiadało własny parlament (Sabor) obradujący w języku chorwackim, pełną autonomię w sprawach oświaty, religii, administracji i sądownictwa. Królestwo posiadało własną armię, podlegającą jednak władzom w Peszcie.

## Ludność
Według spisu z 1911 roku w Chorwacji-Slawonii mieszkało 2.621.954 osób:
- Chorwaci: 1.638.354 (62,5%)
- Serbowie: 644.955 (24,5%)
- Niemcy: 133.418
- Węgrzy: 105.047
- Słowacy: 20.884
- pozostali

Najwięcej Niemców i Węgrów mieszkało w komitatach Virovitica i Sremskim.
73% deklarowało się jako katolicy, a 24% jako prawosławni

## Podział administracyjny

Komitaty chorwacko-slawońskie

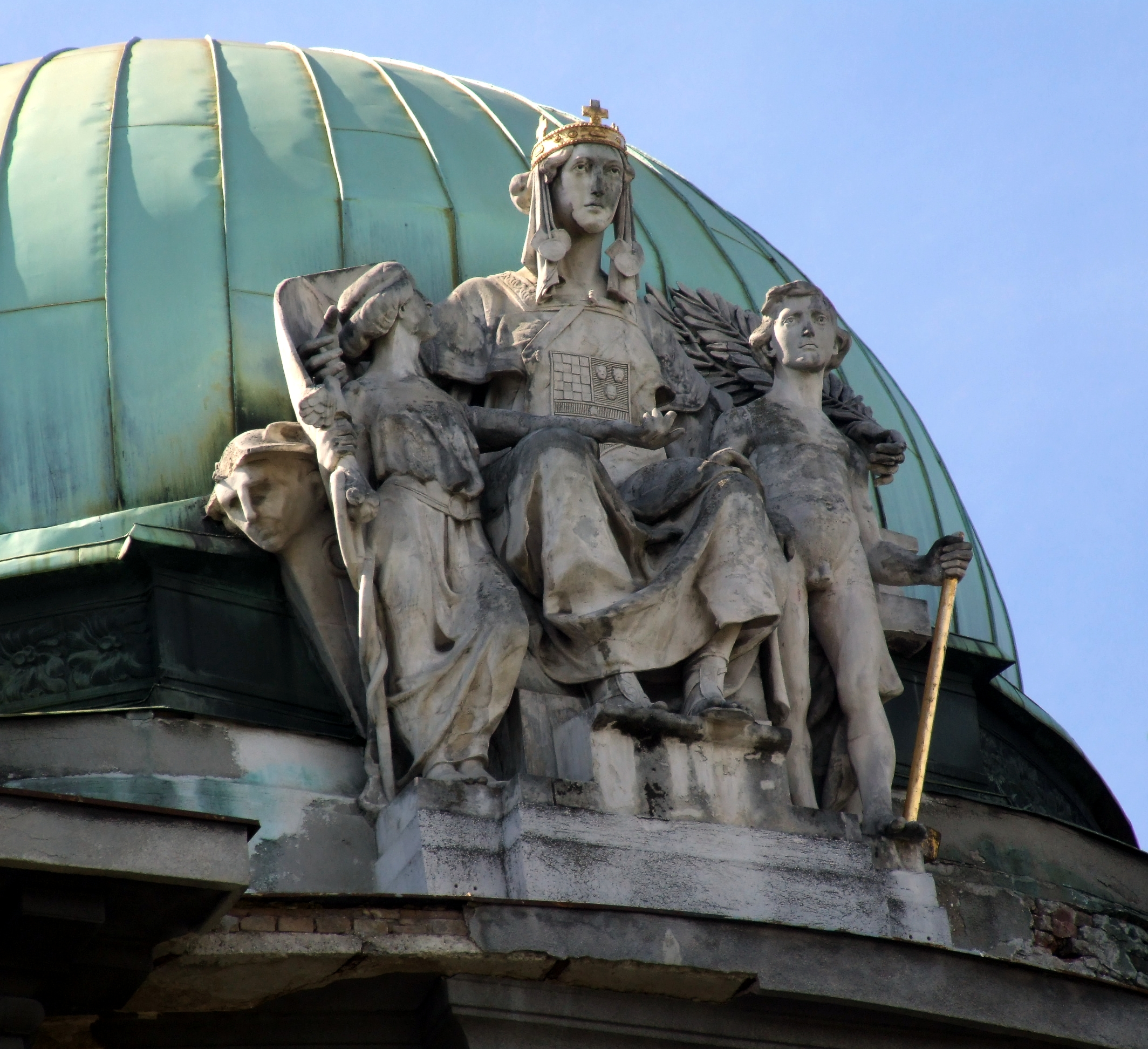
Rzeźba na budynku w Zagrzebiu, symbolizująca Królestwo Chorwacji, Slawonii i Dalmacji

Królestwo Chorwacji i Slawonii dzieliło się na osiem komitatów (županija); w nawiasie podano stolicę komitatu:
- Belovár-Kőrös/Bjelovar-Križevci (Bjelovar)
- Lika-Krbava (Gospić)
- Modrus-Fiume/Modruška-Rijeka (Ogulin)
- Pozsega/Požega (Požega)
- Szerém/Srijem (Vukovar)
- Varasd/Varaždin (Varaždin)
- Verőce/Virovitica (Virovitica)
- Zágráb/Zagreb (Zagrzeb)